# Lehman Brothers
Pour les articles homonymes, voir Lehman.
Lehman Brothers était une banque d'investissement multinationale créée en 1850, proposant des services financiers diversifiés qui a fait faillite le 15 septembre 2008, sa chute précipitant la crise économique mondiale de 2008,.
Lors de son activité, le siège social de la firme est situé à New York, avec d'autres sièges régionaux à Londres et Tokyo ainsi que divers bureaux à travers le monde. Faute de repreneurs, elle fait officiellement faillite le 15 septembre 2008 à la suite de la crise financière mondiale née dans le sillage de la crise des subprimes. Le Secrétaire au Trésor, Henry Paulson, avait pourtant enjoint à Ben Bernanke, le patron de la FED de trouver un repreneur en recommandant Bank of America ou Barclays. Mais ces deux banques s'étaient désistées. Début 2010, un rapport de la justice américaine révéla que depuis 2007, la banque masquait son endettement. Il accuse les anciens dirigeants d'avoir utilisé de façon abusive une technique comptable, le Repo 105, qui a conduit à « présenter un bilan erroné ». Ernst & Young, l'auditeur financier chargé de vérifier les documents comptables de Lehman, s'est également attiré des critiques car il avait eu connaissance de l'usage du Repo 105 mais n'en avait rien révélé. 
Lehman Brothers était présent dans les domaines de la banque d'investissement, des actions et obligations, études de marché, capital-investissement et banque privée. C'était un acteur majeur du marché des emprunts d'État américains. Ses filiales comprenaient : Lehman Brothers Inc., Neuberger Berman Inc., Aurora Loan Services, Inc., SIB Mortgage Corporation, Lehman Brothers Bank, FSB, BNC Mortgage, Inc. et le Crossroads Group.

## Histoire

### Création et croissance
La société est créée en 1850 à Montgomery (Alabama), par les frères Henry, Emanuel et Mayer Lehman, immigrants juifs allemands. Après la guerre civile américaine, ils déplacent leurs affaires à New York. Ils participent alors au marché de l'échange de coton, au marché naissant pour des liaisons de chemin de fer, et gèrent les affaires financières de conseil. Ils rejoignent la Bourse de New York en 1887. La société commence ensuite à développer des intérêts internationaux en Europe et au Japon dans l'expertise des opérations bancaires marchandes. En 1889, ils effectuent leur première émission d'actions. Dans la première décennie du XXe siècle, ils aident financièrement et participent à la fondation de Sears, Roebuck and Company, F.W. Woolworth Company, May Department Stores Company, Gimbel Brothers, Inc. et R.H. Macy & Company.
La compagnie survit à la crise de la grande dépression en se concentrant sur l'aide des bailleurs de fonds privés et des compagnies liées, alors que la bourse des valeurs mobilières de valeurs à revenu variable est de nouveau à la hausse. C'était la base de la gestion des capitaux à risques de l'industrie d'aujourd'hui. Dans les années 1930, ils effectuent l'appel public à l'épargne initiale du premier fabricant de télévision DuMont et aident les fonds de RCA. Ils aident également l'industrie pétrolière naissante, avec des compagnies comme Halliburton et Kerr-McGee. Dans les années 1950, ils participent au lancement en bourse de Digital Equipment Corporation (DEC, Digital). Plus tard, ils participent à l'acquisition de Digital par Compaq.
En 1975, la société acquiert Abraham et Cie et, deux ans après, fusionne avec Kuhn, Loeb & Co pour former Lehman Brothers Kuhn Loeb & Co. Au sein de cette société, une ligne est tracée entre les traders et les banquiers. Les traders pendant cette période ont amené la plupart des bénéfices. Lewis Glucksman, un trader, prend la présidence en septembre 1983 ; les banquiers ont alors quitté la société, qui s'est divisée dans les luttes de pouvoir. Steve Schwarzman, président des sociétés de fusions et acquisitions, affirme dans une entrevue de février 2003 qu'« avec le développement des capitaux propres privés à l'international, la société a eu un environnement interne extrêmement concurrentiel, qui est finalement devenu dysfonctionnel ». La compagnie a souffert de cette désintégration, et Glucksman est contraint de vendre la société en 1984.
Elle est reprise par American Express pour $360 millions et devient Shearson Lehman/American Express. En 1988, Shearson Lehman et E.F. Hutton & Co. fusionnent en Shearson Lehman Hutton Inc.. En 1993, la société est vendue à Travelers Group ; la société connaît alors un renouveau et redevient indépendante. En 1994, la compagnie émet des actions publiques. Les actions ordinaires de Lehman Brothers Holding Inc. débutent sur la Bourse de New York et dans le Pacifique, via une introduction en Bourse. Au début des années 2000, Lehman Brothers a subi un premier revers, étant l'une des dix grandes banques d'investissement à avoir signé un compromis à 1,4 milliard de dollars sur la question de l'indépendance de l'analyse financière, via l'accord amiable d'avril 2003, avec la SEC et, l'association des courtiers américains.
En 2007, elle rachète Marseille République à Lone Star Funds, qui avait investi rue de la République à Marseille.

### Faillite

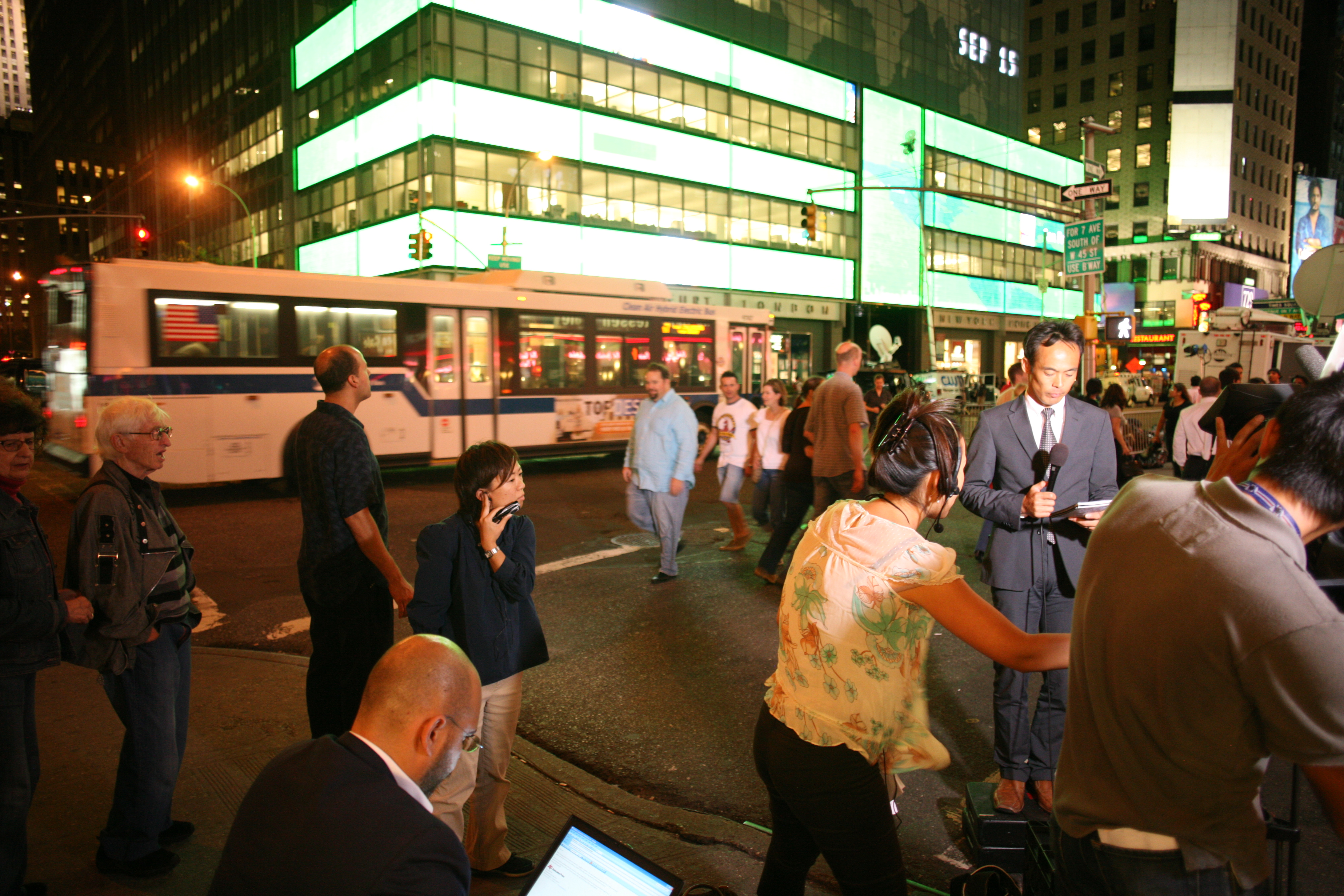
Faillite de Lehman Brothers le 15 septembre 2008.

À partir d'août 2007, Lehman Brothers essaie de solder sans succès ses positions sur les crédits immobiliers à risque, suite de la crise des subprimes. Les pertes engendrées par ces positions conduisent la banque à vendre pour six milliards de dollars d'actifs. Dès le début 2008, la banque est soumise à des attaques spéculatives de la part de certains hedge funds qui vont en s'amplifiant durant l'année. En septembre, sa capitalisation boursière chute alors de 77 %. Les pertes cumulées de la banque poussent la direction à rechercher un repreneur, mais sans résultat. Selon l'émission de TV diffusée sur ARTE le 18 septembre 2008, la direction de Lehman Brothers a procédé à des cessions fictives d'actifs douteux, constitués par des prêts auprès de débiteurs insolvables, à des filiales britanniques, qui les requalifiaient de ventes assortis d'emprunts, de façon à les changer de postes dans le bilan. L'opération ne pouvant être répétée indéfiniment, la banque dut se mettre sous la protection du chapitre 11 du code de commerce américain.
Autour d'elle, d'autres banques sont aidées par l'État telles Bear Stearns en mars 2008, les sociétés de crédit hypothécaire Fannie Mae et Freddie Mac le 7 septembre 2008, mais aucune aide ne vient à Lehman Brothers. L'abstention de l'État est largement perçue comme la volonté de faire un exemple. Néanmoins, Bernanke insiste sur le fait que la Fed n'a jamais été en mesure de faire un choix entre sauver ou non Lehman, cette banque ne pouvant proposer aucune contrepartie à l'octroi de prêt comme cela était requis pour respecter le cadre légal. Et le 15 septembre 2008, Lehman Brothers Holdings Inc. se déclare en faillite et se place sous la protection du chapitre 11 du droit fédéral. Jusqu'au dernier moment, les marchés ont espéré la reprise de Lehman Brothers par Bank of America (comme JPMorgan Chase avait récupéré Bear Stearns 6 mois plus tôt), mais finalement la grande banque préférera sauver Merrill Lynch, elle aussi sur le point de faire faillite le 15 septembre.
Le cours de Bourse de Lehman Brothers était au 5 juin 1994 de 4,53 dollars, avec un point le plus haut à 85,80 dollars au 4 février 2007. Le 12 septembre 2008 l'action ne valait plus que 3,65 dollars. Avant cessation définitive de la cotation, l'action valait 0,13 dollar.
Les 16 et 17 septembre 2008, la banque britannique Barclays annonce le rachat des activités de banque d'investissement et de courtage de Lehman Brothers en Amérique du Nord, y compris le siège social sur la 7e avenue de New York et deux centres de traitement de données dans le New Jersey, pour 1,75 milliard de dollars.
Dans les jours suivants, le Japonais, Nomura, reprend le courtage des actions et la banque d'investissement (conseils) en Europe, ainsi qu'une partie de ses 2 500 employés, et la totalité d'activités dans la zone Asie-Pacifique, Japon et Australie inclus, soit environ 3 000 salariés au total, pour 225 millions de dollars.
Les fonds d'investissements Bain Capital et Hellman & Friedman font une offre de reprise de Neuberger Berman, une des filiales de gestion d'actifs pesant 150 milliards de dollars[réf. nécessaire], pour 2,15 milliards de dollars. Carlyle s'oppose à l'entérinement de cette reprise, et finalement la cour de faillite de New York attribuera la reprise à un consortium constitué du management de Neuberger Berman. En Europe également, les activités de gestion quantitative seront reprises par les salariés sous le nom de TOBAM.
La chute de Lehman Brothers entraîne avec elle la bourse américaine, puis quelques semaines plus tard toutes les bourses mondiales. Pour pallier la crise, certains États nationalisent les pertes engendrées par les banques en difficultés, garantissent les épargnes et vont même racheter les actifs toxiques. Parmi les banques en difficulté, AXA, qui n'a annoncé que 300 millions d'euros d'exposition à la dette de Lehman, était le premier actionnaire via des fonds pour compte de tiers,.
La banque Lehman Brothers First Trust Inc., code LBC, est cotée à New York, et existe encore au 20 octobre 2008, avec à cette date 151 millions de dollars de capitaux propres pour 107 millions de dollars de dettes totales.
Attirant également la controverse, le cabinet d'audit financier Ernst & Young paye 10 millions de dollars pour mettre fin à des poursuites pénales des autorités américaines l'accusant d'avoir trompé des investisseurs par ses audits.

## Structure
Les autres branches sont des filiales à 100 %. La société comptait 19 200 employés en 2004. L'adresse de l'entreprise était : Seventh Avenue 745 ; New York, NY 10019 ; États-Unis.
PricewaterhouseCoopers est l'administrateur de LB en Europe. Lehman était affiliée à Fargo Records, à CitiMortgage et à Smith Barneby.

### Gestion
Ancien président-directeur général et président du conseil d'administration : Richard Fuld

### Filiales
- Aurora Loan Services, Inc.
- SIB Mortgage Corporation
- Lehman Brothers Inc.
- Neuberger Berman Inc.